# Bertrada de Montfort
Bertrada de Montfort (c. 1070-14 de febrero de 1117) fue hija de Simón I de Montfort y de Inés de Évreux. Su hermano era Amaury III de Montfort.

## Matrimonios
Primero se casó con Fulco IV de Anjou en 1089 y fue madre de su hijo Fulco de Jerusalén, cuando la encantadora Bertrada le llamó la atención. Según el cronista Juan de Marmoutier:
 El lujurioso Fulco cayó perdidamente enamorado de la hermana de Amaury de Montfort, a quien ningún hombre bueno elogió a excepción de su belleza. 
Bertrada y Fulco se casaron, y se convirtieron en los padres de un hijo, Fulco, pero en 1092 Bertrada dejó a su marido y se fue con el rey Felipe I de Francia. Felipe se casó con ella el 15 de mayo de 1092, a pesar del hecho de que ambos esposos estaban vivos. Él estaba tan enamorado de Bertrada que se negó a abandonarla aun cuando se le amenazó con la excomunión. El papa Urbano II lo hizo excomulgar en 1095, y a Felipe se le impidió tomar parte en la Primera Cruzada. Sorprendentemente, Bertrada persuadió a Felipe y Fulco de ser amigos.

## Hijos
Con Fulco IV de Anjou:
- Fulco de Jerusalén y rey de Jerusalén (1089/92-1143).[3]

Con Felipe I de Francia:
- Felipe de Francia, conde de Mantes (que vivía en el año 1123).[4]
- Fleury de Francia, Señor de Nangis (que vivía en el año 1118).[5]
- Cecilia de Francia (fallecida en 1145), casada (1) con el príncipe Tancredo de Galilea,[6] y casada (2) con Ponce de Trípoli.[7]

## Vida posterior
De acuerdo con Orderico Vital, Bertrada estaba ansiosa de que uno de sus hijos sucediera a Felipe y envió una carta al rey Enrique I de Inglaterra pidiéndole que detuviera a su hijastro Luis. Orderico también afirma que trató de matar a Luis, primero por medio de las artes de la brujería, y luego a través de veneno. Cualquiera que sea la verdad de estas afirmaciones, Luis sucedió a Felipe en 1108. Bertrada vivió hasta 1117, Guillermo de Malmesbury dice:  Bertrada, aún joven y bella, tomó el velo en la Abadía de Fontevraud, siempre encantadora a los hombres, agradable a Dios, igual que un ángel. El hijo de su primer matrimonio fue Fulco V de Anjou que más tarde se convirtió en rey de Jerusalén  jure uxoris. Las dinastías fundadas por los hijos de Fulco gobernaron durante siglos, una de ellas en Inglaterra (Plantagenet), y la otra en Jerusalén.